# Debbie Rowe
Pour les articles homonymes, voir Rowe.
Debbie Rowe, née à Spokane (État de Washington, États-Unis) le 6 décembre 1958, est une infirmière américaine principalement connue pour son mariage avec Michael Jackson en 1996. Elle est la mère de ses deux premiers enfants (Michael Jr. dit Prince, né en 1997 et Paris-Michael, née en 1998).

## Jeunesse
Debbie Rowe est la fille d'une australienne, Barbara Chilcutt (1926-2006), et de Gordon Rowe (1921-1999), un officier américain de l'US Navy qui a notamment été en mission à Chypre durant une quinzaine d'années. Il passa sa retraite dans le sud de la France. Son père a divorcé de sa mère quelques semaines avant son deuxième anniversaire. Elle a été élevée par sa mère, quelques tantes et sa grand-mère maternelle à Sydney en Australie jusqu'à l'âge de quinze ans.

## Biographie
Debbie et Michael Jackson se sont rencontrés la première fois en 1983 lorsqu'il lui a été diagnostiqué une maladie chronique de l'épiderme, le vitiligo. Avant de devenir l'épouse de Michael Jackson en 1996, elle était assistante en dermatologie où elle pratiquait des soins généraux sous le contrôle du Dr Arnold Klein, dermatologue (parrain de son fils) au Centre médical Cedars-Sinai de Los Angeles. Elle a passé de nombreuses années à soigner la maladie de la peau de Michael Jackson, le vitiligo et lui a apporté un soutien émotionnel.
À l'origine, Debbie et Michael n'avaient pas prévu de se marier, mais Katherine Jackson est intervenue pour les persuader de s'unir. Debbie Rowe, qui se décrit comme une personne privée, donnant peu d'interviews a été submergée par la surmédiatisation provoquée par son union avec Jackson et divorce en octobre 1999.
Elle vit depuis 2005 à Palmdale en Californie (100 km au nord de Los Angeles, près du désert des Mojaves). Elle élève et monte des chevaux de race au Painted Desert Ranch. Lors de la rémission de son cancer en 2017, elle loue un chalet entouré d'un environnement entièrement boisé au Lower Hollow House à Dorset (État du Vermont), où elle se rendait de façon occasionnelle, celui-ci a pris feu à la suite d'un accident.

## Santé
Le 4 juillet 2016, Debbie Rowe est diagnostiquée d'un cancer du sein. Début d'année 2017, Rowe est en voie de rémission et termine sa chimiothérapie.

## Vie familiale et relations avec Michael Jackson
Debbie Rowe se convertit au judaïsme lorsqu'elle épouse Richard Edelman le 1er mai 1982 à Los Angeles. Ils divorcent le 14 octobre 1988. 
Durant cette période, elle s'est portée volontaire pour être une mère porteuse pour un couple européen afin de couvrir les dettes de l'entreprise de son mari, elle aurait déclarée dans News of The World, un hebdomadaire quotidien à propos de l'enfant : « ne l'avoir jamais vu et ne pas s'en soucier, j'ai été rémunérée pour ça et je savais bien que je devais disparaître un jour ou l'autre, que je ne le reverrai plus jamais ». Avant l'union avec Jackson, Rowe a subi une fausse couche et a perdu son bébé en mars 1996.
Elle se marie avec le chanteur Michael Jackson, après 15 ans d'amitié, le 14 novembre 1996. Le mariage a eu lieu dans la suite présidentielle du Sheraton On The Park à Sydney en Australie, deux heures avant le concert de la tournée HIStory World Tour de l'artiste. 
Ils ont eu par la suite deux enfants :
- « Prince » Michael Joseph Junior, né le 13 février 1997 à l'hôpital Cedar Sinai de Los Angeles ;
- Paris, née le 3 avril 1998 à la clinique Spaulding Pain de Los Angeles.

Elle a déclaré dans plusieurs interviews en 2009 concernant sa relation avec Michael Jackson et leurs enfants « qu'ils l'avait inséminée comme on insémine une jument pour la reproduction. C'était très technique. J'étais en quelque sorte son pur-sang. Mais ce n'est pas le sperme de Michael que j'ai reçu » et Debbie Rowe poursuit et insiste « je n'ai pas été une bonne mère pour ces enfants, je n'ai jamais ressenti un quelconque attachement pour eux. C'était mieux qu'ils restent avec leur père plutôt qu'ils me suivent. J'aurais été une mauvaise mère et je ne voulais pas de ces enfants dans ma vie. Mes enfants, désormais, ce sont mes animaux ».
Le couple divorce le 8 octobre 1999 à Los Angeles, à la demande des deux époux à la  Cour supérieure de Californie invoquant des différends irréconciliables. Lors du divorce, Michael Jackson s'est engagé à lui verser un règlement de plusieurs millions de dollars ainsi qu'une maison à Beverly Hills (qu'elle a revendue en 2005 pour s'offrir un ranch à Palmdale, où elle vit actuellement). En contrepartie, elle a signé un contrat et a accepté de ne voir ses enfants qu'une fois tous les 45 jours. Par ailleurs, les documents de la Cour ont indiqué qu'avec son contrat de mariage, elle ne peut pas obtenir une répartition égale des biens de la communauté en vertu de la loi californienne. En octobre 2001, elle confie la garde complète et exclusive à son ex-mari, mais en mars 2005 lors de son procès, elle demande à la justice de récupérer l'autorité parentale, ce qu'elle obtient durant une année avant de se rétracter à nouveau en 2006 à la demande de Jackson.
En avril 2013, des tests de paternité ont été effectués sur les trois enfants de Michael Jackson (Prince, Paris et Bigi) dans le cadre d'un procès opposant la société AEG, promoteur de la tournée This Is It, à la famille Jackson. Ces tests ont révélé que des trois enfants, seul « Bigi anciennement Blanket » Prince Michael Jr, né le 21 février 2002 à San Diego, par fécondation in vitro est le fils biologique de Michael Jackson, il serait conçu d'après le Daily, avec le sperme de Michael Jackson, (la mère porteuse se dénommerait Helena, une infirmière franco-mexicaine, qui a été payée 20 000 dollars) et les ovules d'une femme inconnue payée 3500 dollars, cette dernière a signé un contrat pour renoncer à tous ses droits sur l'enfant.
En avril 2014, Debbie Rowe annonce sur Entertainment Tonight qu'elle est fiancée avec Marc Shaffel, ancien producteur de musique et ancien vidéaste de Neverland Ranch. Schaffel était le seul employé de Jackson à avoir été autorisé à rendre visite à Debbie Rowe après leur divorce en 1999, ils ne se sont finalement pas mariés.
Dans un même temps, elle a déposé un recours à la Cour supérieure de Californie pour obtenir à nouveau la garde exclusive de ses enfants qui sont sous la garde de leur grand-mère paternelle. Elle a été déboutée pour la seconde fois par le tribunal qui confie la garde au cousin paternel Tito TJ Jackson jusqu'au 18 ans des deux enfants.

## Recours judiciaires
En 2006, elle poursuit Jackson pour un paiement immédiat de 195 000 $ car il n'aurait pas honoré sa pension alimentaire mensuelle depuis plusieurs mois et demande un paiement de 50 000 $ pour compensation.
Par ailleurs, elle soutient que les enfants ont été conçus par Fécondation in vitro avec un donneur anonyme. Elle accuse aussi son ex-mari d'avoir falsifié les passeports des enfants, avant de les emmener au Bahreïn. Madame Rowe entend prouver ses allégations, documents à l’appui. Jackson a été pour sa part condamné à lui verser 60 000 $ en frais juridiques et un paiement en dédommagent de 40 000 $.
À la suite du décès de son ex-mari le 25 juin 2009, elle a affirmé durant une interview que Michael Jackson n'était pas le père de ses enfants, qu'ils n'avaient jamais vécu ensemble sous le même toit. 
Les enfants seraient le fruit d'inséminations artificielles, le sperme provenant d'un donneur anonyme. Elle n'aurait été qu'une mère porteuse. 
Le 29 juin, la cour supérieure de Los Angeles a confié la garde provisoire de ses deux enfants à Katherine Jackson. Une audience, devant statuer sur des décisions à plus long terme, a été fixée au 20 juillet 2009. La mère de Michael Jackson obtient la garde exclusive des deux enfants du couple début août 2009.
Le 12 janvier 2010, Debbie gagne un procès contre un  paparazzi nommé Frommer qui l'accusait d'avoir ruiné sa vie professionnelle car sa réputation avait été sérieusement endommagée par sa phrase diffamatoire après un incident à la sortie d'un restaurant de Lancaster où Rowe était traquée par une foule de paparazzis quinze jours après la mort de son ex-mari, elle lui aurait dit : « are you ready to get your butt kicked? Don't f**king touch me! » et l'aurait frappé selon les dires du photographe. 
Le 3 mars 2010, Debbie gagne un nouveau procès contre une femme nommée Rebecca White pour diffamation. Elle avait déposé une plainte en juillet 2009 contre cette personne pour avoir donné de fausses informations à son sujet à des journalistes, sur des supposés échanges de courriels après la mort de son ex-époux. D'après ses dires, elle avait faussement insinué qu'elle n'était intéressée que par l'argent de la famille du chanteur et qu'elle ne souhaitait pas obtenir la garde des deux enfants qu'elle avait eus avec lui. Mme White n'a jamais répondu à la plainte et ne s'est même pas présentée à l'audience. 
Un juge de la Cour supérieure de Los Angeles a rendu un jugement par défaut contre elle, et l'a condamnée à lui verser au total la somme de 27 000 $ et a demandé que l'on cesse les insinuations à l'encontre de Debbie Rowe. La somme inclut 10 000 $ de dommages, Mme Rowe a mentionné avoir vécu une « grande détresse émotive » après la diffusion de l'entrevue sur une chaîne nationale (l'émission Extra) et qu'elle désirait garder sa dignité.
En août 2012, la garde des enfants est confiée à leur demande provisoirement au neveu de leur père TJ Jackson. Après une décision de justice, la garde est partagée conjointement par leur grand-mère Katherine Jackson et leur cousin jusqu'à leur majorité. 
D'autre part, d'après des documents, Debbie Rowe a renoncé à sa pension alimentaire le 21 août 2012 .

## Apparitions TV et autres événements
- Interview exclusive de Debbie Rowe avec Rebecca White du 4 juin 2008[16]
- Debbie Rowe a été le juré no 5 en mai 1999 pour le Tribunal supérieur du comté de Ventura dans un procès pour une affaire criminelle.
- Debbie a été interprétée par April Telek dans le film de 2004 Man in the Mirror: The Michael Jackson Story.
- Debbie Rowe a fait une apparition dans un épisode de la 3e saison de la série TV Tracey Ullman's State Of The Union.
- Debbie a fait la couverture de milliers de magazines sur tous les continents sur plus de trois années consécutives (1996 à 1999) à la suite de son union avec Michael Jackson.